# Cofradía de Nuestro Padre Jesús Nazareno (Castilblanco)
La Cofradía de Nuestro Padre Jesús Nazareno es una cofradía de culto católico que tiene sede en Castilblanco, en la comunidad autónoma de Extremadura (España).
Realiza su estación de penitencia durante las noches del Jueves Santo y el Viernes Santo con los pasos de Nuestro Padre Jesús Nazareno y Cristo Yacente. La procesión dura aproximadamente una hora. 

## Representaciones

### Nuestro Padre Jesús Nazareno
La imagen de Nuestro Padre Jesús Nazareno representa a Jesús portando la cruz, con hábito morado. La talla se encuentra en la Iglesia de San Cristóbal. 

### Cristo Yacente
La imagen del Cristo Yacente es una talla románica del siglo XII, de autor desconocido. Se trata de la imagen más antigua existente en Castilblanco. La figura de Cristo se encuentra dentro de un ataúd de cristal. La talla se custodia en la Iglesia de San Cristóbal.

## Procesiones

### Jueves Santo
En la procesión del Jueves Santo la cofradía marcha con la imagen de Nuestro Padre Jesús Nazareno. Va acompañada por la imagen de Nuestra Señora de los Dolores, a cargo de la cofradía homónima.

### Viernes Santo
En la procesión del Viernes Santo, conocida como procesión del silencio, la cofradía desfila con la imagen de Cristo Yacente. Va acompañada por la imagen de Nuestra Señora de los Dolores, a cargo de la cofradía homónima.